# The Reward (film 1915 McRae)
The Reward è un cortometraggio muto del 1915 diretto da Henry McRae (Henry MacRae). Prodotto dalla Independent Moving Pictures Co. of America, aveva come interpreti King Baggot (uno dei grandi divi dell'epoca del muto), Frank Smith, Lettie Ford, Robert Fisher, Edna Hunter.

## Trama
Gestito da Jack Hutchinson, il Café Bon Vivant è un locale molto famoso, frequentato da gente di ogni tipo e classe sociale: al piano inferiore, l'orario di chiusura si protrae oltre il limite di qualsiasi altro caffè mentre al piano superiore, in aperta sfida alla legge, ospita una sala da gioco. Il proprietario, sconosciuto ai più, è Jasper Smythe, un banchiere e broker in pensione molto rispettato che qui si fa passare per tale Big Jim Davis. Una sera, nella grande villa degli Smythe, mentre Claudia, la figlia dell'ex banchiere sta giocando con alcuni amici, uno di questi lancia l'idea di finire la serata in un locale dei bassifondi. I giovani rampolli finiranno così al Café Bon Vivant, dove Jack, il gestore, si prenderà cura di Claudia in mezzo a tutti quegli ubriachi. La ragazza tornerà a casa sognando il suo salvatore, mentre lui non riuscirà a togliersi di testa quella bella fanciulla. Un giorno la incontra per caso nel parco e lei lo invita a casa sua. L'uomo è scioccato nel vedere nel salone un grande ritratto di quello che lui chiama Big Jim Davis e le chiede chi sia, scoprendo che è suo padre. Intanto Roda, innamorata delusa di Jack, ha ingaggiato un investigatore per scoprire chi sia la sua rivale, venendo a sapere che è la figlia di Big Jim. Quella sera, al Bon Vivant, flirtando con Big Jim, Roda gli fa capire di sapere che lui è, in realtà, Jasper Smythe, lasciandolo di stucco. Poi gli racconta della storia tra Jack e sua figlia Claudia. Dopo avere avuto la conferma da Jack della sua relazione con Claudia, Smythe licenzia il suo braccio destro. Jack, quella sera, si reca da Claudia ma, in casa, sorprende Egbert, suo fratello, che sta rubando una grossa somma dalla cassaforte del padre. Il ragazzo scappa: suona un antifurto, la casa si sveglia e Jack viene arrestato con i soldi in mano. Non volendo accusare il ragazzo, Jack tace ma viene rilasciato quando Claudia promette che lo rivedrà più. Egbert, però, ha confessato tutto al padre che manda a chiamare Jack, riconciliandosi con lui. Qualche giorno più tardi, Smythe porterà a casa un vecchio amico: è il padre di Jack, che se n'era andato via dopo una lite con il proprio padre, lasciando solo il piccolo Jack. Ritrovata una famiglia, ora Jack può continuare la sua storia d'amore con l'amata Claudia.

## Produzione
Il film fu prodotto dalla Independent Moving Pictures Co. of America (IMP).

## Distribuzione
Distribuito dalla Universal Film Manufacturing Company, il film - un cortometraggio in tre bobine - uscì nelle sale cinematografiche degli Stati Uniti il 5 novembre 1915.